# Elecciones federales de 1997 en Baja California Sur
Las Elecciones federales en Baja California Sur de 1997 se llevaron a cabo el domingo 6 de julio, renovándose los titulares de los siguientes cargos de elección popular:
Diputados Federales de Baja California Sur. Dos de ellos electos por mayoría relativa, elegidos en cada uno de los Distritos electorales, mientras que los otros son elegidos mediante representación proporcional.
En esta elección no se presentó ninguna coalición.

## Resultados

### Diputados federales
|  | 48.48 % |

|  | 18.70 % |

|  | 15.70 % |

|  | 12.06 % |

|  | 2.10 % |

|  | 0.33 % |

|  | 0.28 % |

|  | 0.23 % |

|  | 0.01 % |

|  | 97.92 % |

|  | 2.08 % |

|  | 100.00 % |

|  | 55.74 % |

#### Distrito Federal 01(Mulegé)
|  | 44.78 % |

|  | 34.70 % |

|  | 15.72 % |

|  | 1.15 % |

|  | 1.11 % |

|  | 0.37 % |

|  | 0.26 % |

|  | 0.16 % |

|  | 98.25 % |

|  | 1.75 % |

|  | 55.65 % |

#### Distrito Federal 02(La Paz)
|  | 50.24 % |

|  | 22.61 % |

|  | 11.11 % |

|  | 10.33 % |

|  | 2.57 % |

|  | 0.31 % |

|  | 0.30 % |

|  | 0.27 % |

|  | 98.25 % |

|  | 1.75 % |

|  | 55.65 % |

#### Resultados por Distrito Federal
|  | 44.78 % |

|  | 34.70 % |

|  | 1.15 % |

|  | 15.72 % |

|  | 1.90 % |

|  | 50.24 % |

|  | 11.11 % |

|  | 22.61 % |

|  | 10.33 % |

|  | 3.45 % |

|  | 48.48 % |

|  | 18.70 % |

|  | 15.70 % |

|  | 12.06 % |

|  | 2.95 % |

#### Resultados por Municipio
|  | 41.20 % |

|  | 31.28 % |

|  | 1.15 % |

|  | 22.64 % |

|  | 1.95 % |

|  | 50.90 % |

|  | 9.53 % |

|  | 22.38 % |

|  | 11.10 % |

|  | 3.76 % |

|  | 41.46 % |

|  | 55.79 % |

|  | 0.38 % |

|  | 0.90 % |

|  | 0.36 % |

|  | 47.87 % |

|  | 34.01 % |

|  | 23.44 % |

|  | 7.54 % |

|  | 2.37 % |

|  | 51.74 % |

|  | 33.88 % |

|  | 1.37 % |

|  | 8.81 % |

|  | 2.28 % |

|  | 48.48 % |

|  | 18.70 % |

|  | 15.70 % |

|  | 12.06 % |

|  | 2.95 % |